# Take Me to the Land of Hell
Albums de Yoko Ono
Yokokimthurston (2012) Yes, I'm a Witch Too
(2016)
Take Me to the Land of Hell est le dix-septième album studio de Yoko Ono. Sorti le 17 septembre 2013, il est le troisième album à être publié depuis la nouvelle formation du Plastic Ono Band en 2009.   
En juin 2013, le premier single, Moonbeams, sort en téléchargement légal. À partir du mois d'août, une nouvelle chanson est diffusée gratuitement chaque semaine.
Parfaitement équilibré et varié le disque célèbre les 80 ans de Yoko Ono en proposant un panorama des différents visages de l'artiste. Souvent énergique mais faisant aussi preuve d'une vive émotion sur la chanson-titre Take me to the land of hell ainsi que Watching the dawn qui lui succède. 
Co-produit par Yoko Ono, Sean Lennon et Yuka Honda (Cibo Matto) l'album reçut de nombreuses critiques positives de la presse musicale internationale. 
Parfois entourée de membres des Beatie Boys, de Lenny Kravitz ou QuestLove de The Roots, Yoko Ono signe des compositions accrocheuses et efficaces, tant par leurs mélodies que par leur groove, sans rien perdre de son audacieuse personnalité. Le titre Bad Dancer mixé par Mike D et Adam Horovitz sera un hit underground soutenu par un clip réalisé par Benjamin Dickinson dans lequel apparaissent plusieurs figures du New York artistique.

## Liste des chansons
Toutes les chansons sont composées par Yoko Ono.
| No  | Titre                       | Durée |
| --- | --------------------------- | ----- |
| 1.  | Moonbeams                   | 5:48  |
| 2.  | Cheshire Cat                | 4:58  |
| 3.  | Tabetai                     | 2:45  |
| 4.  | Bad Dancer                  | 3:11  |
| 5.  | Little Boy Blue             | 3:47  |
| 6.  | There's No Goodbye          | 2:42  |
| 7.  | 7th. Floor                  | 3:06  |
| 8.  | N.Y. Noodle Town            | 3:15  |
| 9.  | Take Me to the Land of Hell | 3:24  |
| 10. | Watching The Dawn           | 2:48  |
| 11. | Leaving Tim                 | 2:49  |
| 12. | Shine, Shine                | 4:01  |